# Fatou Niang Siga
Fatou Niang Siga, née en 1932 à Saint-Louis (Sénégal) et morte le 11 avril 2022, est une écrivaine et institutrice sénégalaise. Ses écrits s'inspirent de sa ville natale, Saint-Louis au Sénégal.

## Biographie
Fatou Niang Siga, naît en 1932 à Saint-Louis, Sénégal. Sa famille est originaire de la vallée du fleuve Sénégal et du Djolof. Après l'école communale, Fatou Niang Siga fait ses études au lycée Faidherbe jusqu'en 1951. Elle devient ensuite institutrice.
Elle réalise une enquête sur l'historique de la coiffure et le rôle qu'elle a joué dans la société sénégalaise sur plusieurs générations dans Reflets de Modes de Traditions de Saint-Louisiennes. Elle note par exemple qu'une coiffure est créée pour soutenir un candidat politique. Elle écrit Saint-Louis et sa Méthodologie pour la célébration du 10ème anniversaire de la Dimension féminine de la francophonie,.

## Publications
- Saint-Louis du Sénégal et sa mythologie, Saint-Louis (Sénégal), ?, 2006 (1re éd. 1997), 76 p. (OCLC 185026657, lire en ligne).
- Costume saint-louisien sénégalais d'hier à aujourd'hui, 2006, 32 p. (OCLC 144685560, lire en ligne).
- (sw) Shani Abdallah Kitogo, Fatou Niang Siga dans Kija : chungu cha mwana mwari wa Giningi, Taasisi ya Uchunguzi wa Kiswahili, Chuo Kikuu cha Dar es Salaam (no 1, 2, 3), 2005, 52 p. (ISBN 978-9976-911-79-4 et 9976911793, OCLC 70883288).
- Reflets de modes et traditions saint-louisiennes, vol. 1, Dakar, Éd. Khoudia, coll. « Tradition », 1990, 141 p. (OCLC 463518081, BNF 35526152, lire en ligne).